# Massa Fiscaglia
Massa Fiscaglia (emilianisch: la Masa oder Masafiscàja) ist eine Fraktion der italienischen Gemeinde (comune) Fiscaglia in der Provinz Ferrara in der Emilia-Romagna.

## Geografie
Der Ort liegt etwa 31 Kilometer ostsüdöstlich von Ferrara an der orographisch rechten Uferseite des Po di Volano, einem Nebenarm des Po, auf einer Höhe von 2 m s.l.m.

## Geschichte

Das Wappen der ehemaligen Gemeinde

Massa Fiscaglia war bis 2013 eine eigenständige Gemeinde. Am 1. Januar 2014 schloss sich Massa Fiscaglia mit Migliaro und Migliarino zur neuen Gemeinde Fiscaglia zusammen. Nachbargemeinden waren Codigoro, Lagosanto, Migliarino, Migliaro und Ostellato.

## Verkehr
Ein Bahnhof besteht an der Nebenstrecke von Ferrara nach Codigoro. Am Ort  führt die frühere Staatsstraße 495 di Codigoro (heute die Provinzstraße 68 R) von Ripapersico (Gemeinde Portomaggiore) zur Adriaküste vorbei.